# لوئیس کاپلان
لوئیس کاپلان (انگلیسی: Lewis Kaplan؛ زادهٔ ۱۰ نوامبر ۱۹۳۳) موسیقی‌دان، نوازندهٔ ویولن، رهبر ارکستر و استاد موسیقی اهل ایالات متحده آمریکا است. وی از سال ۱۹۵۱ میلادی تاکنون مشغول فعالیت بوده‌است. وی استاد رشتهٔ ویولن‌نوازی و موسیقی مجلسی در مدرسه جولیارد و مدرسه موسیقی مَـنیس است.
وی دانش‌آموختهٔ رشته مطالعات ویولن و ویولن‌نوازی در مدرسه جولیارد و از شاگردان ایوان گالامیان بود و از این مرکز آموزشی مدرک کارشناسی ارشد دریافت نمود. وی یکی از استادن برجسته ویولن‌نوازی است و در کالج سلطنتی موسیقی لندن، «کنسرواتوار موسیقی شیان» و موتسارتیوم دانشگاه زالتسبورگ هم دوره‌های پیشرفته آموزشی برگزار نموده‌است. از شاگردان او می‌توان به یو-یو ما، پینخاس زوکرمن و کیانگ وا چانگ اشاره نمود.